# Coussarea ovalis
Coussarea ovalis är en måreväxtart som beskrevs av Paul Carpenter Standley. Coussarea ovalis ingår i släktet Coussarea och familjen måreväxter. Inga underarter finns listade i Catalogue of Life.